# Schwarzachtobelstraße

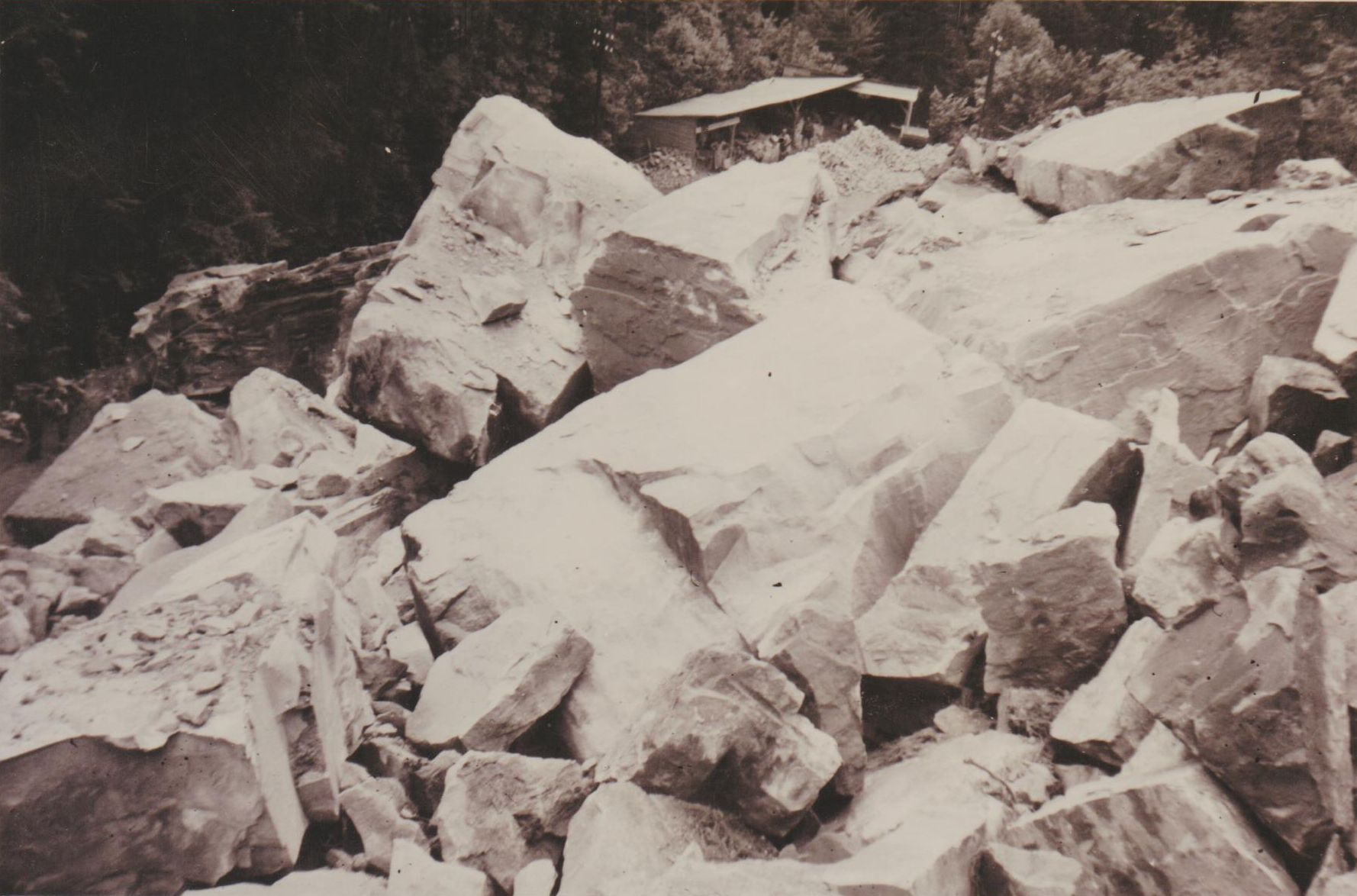
Verlegung der Schwarzachtobelstraße beim Steinbruch Hefel, Straßenkilometer 2,2

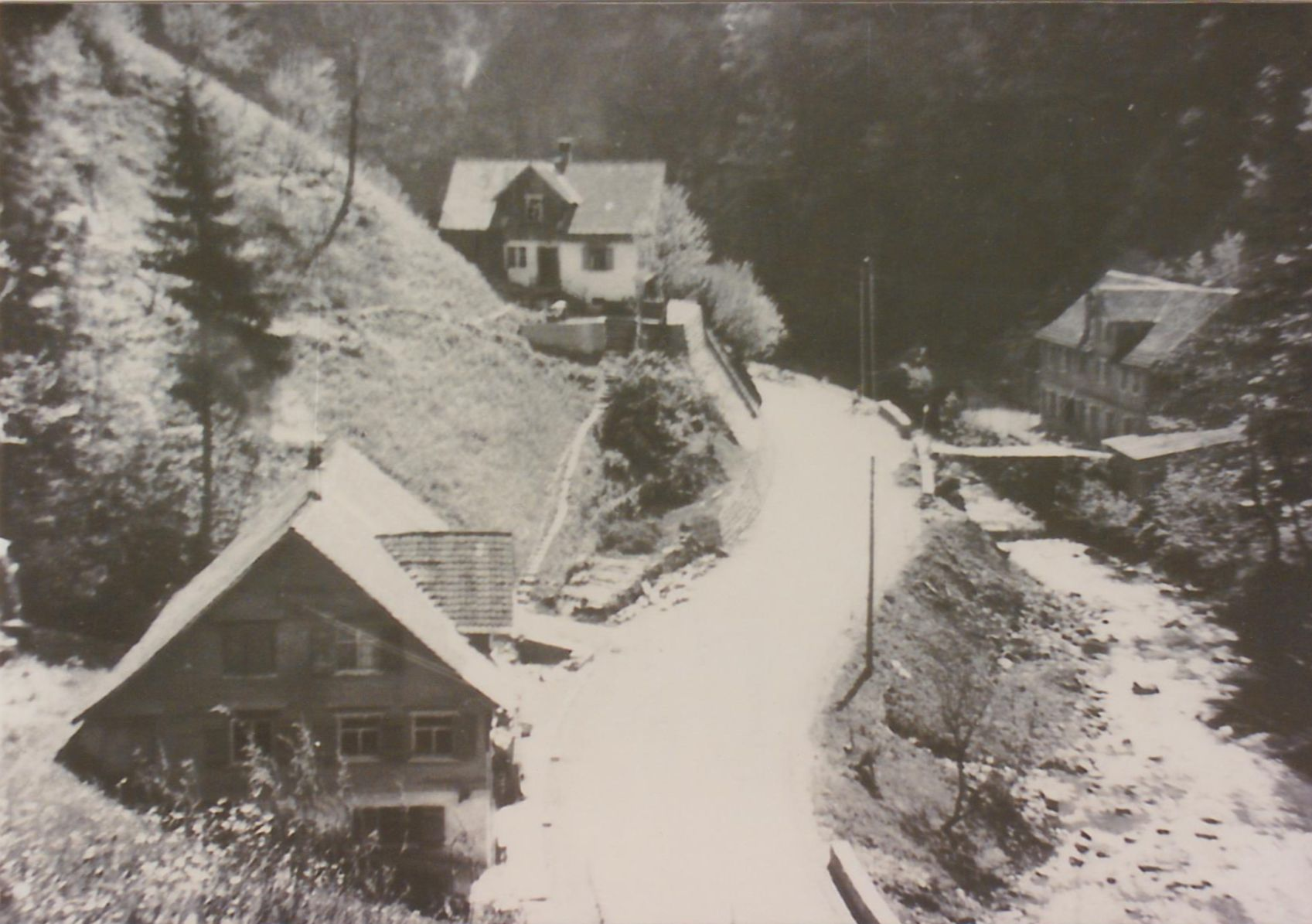
Schwarzachtobelstraße und Steinbruch der Fa. Troll im Schwarzachtobel, Straßenkilometer 2,45

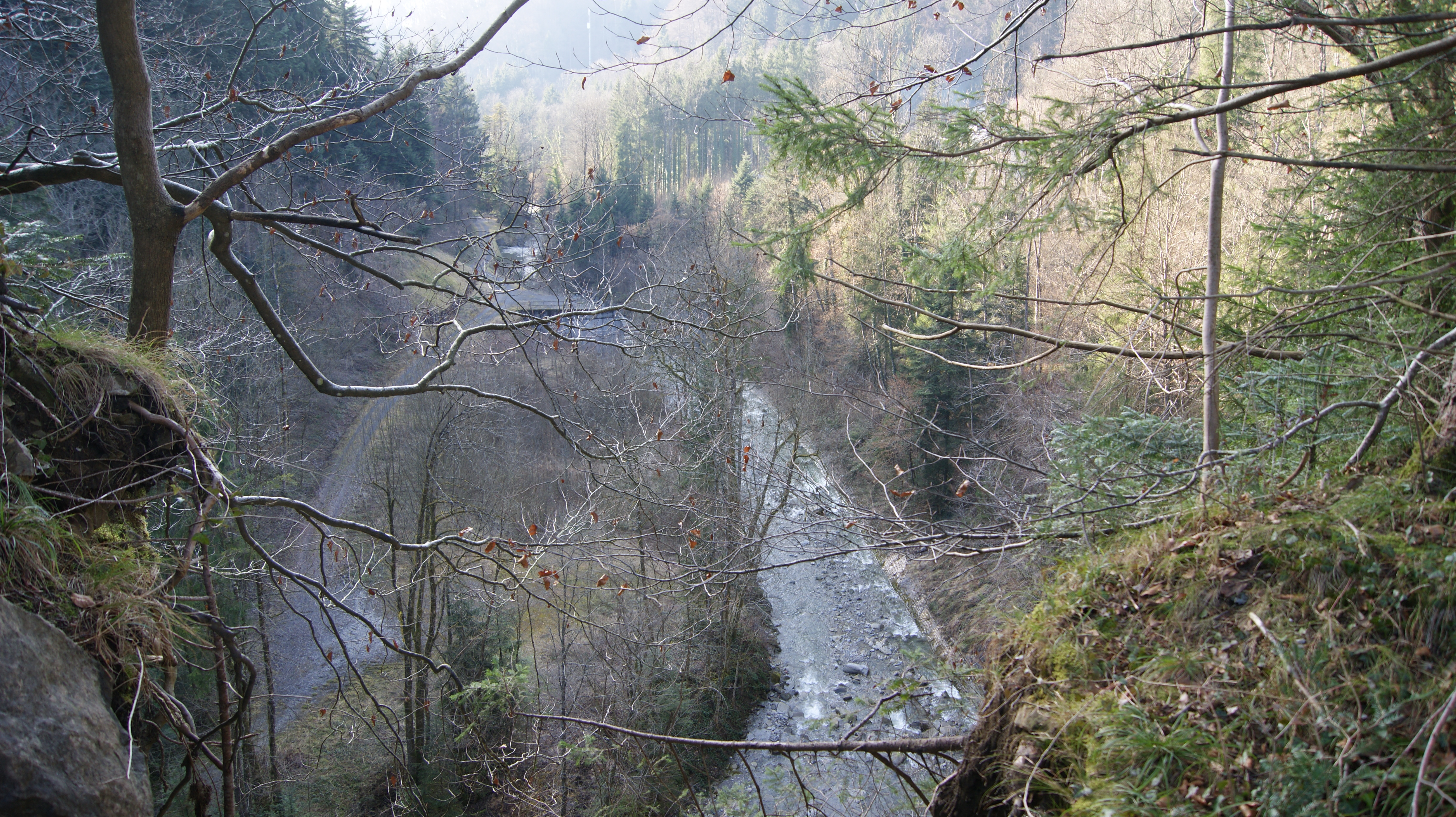
Blick vom Kreuzfelsen in die Tiefe auf die Schwarzach, Straßenkilometer 1,3

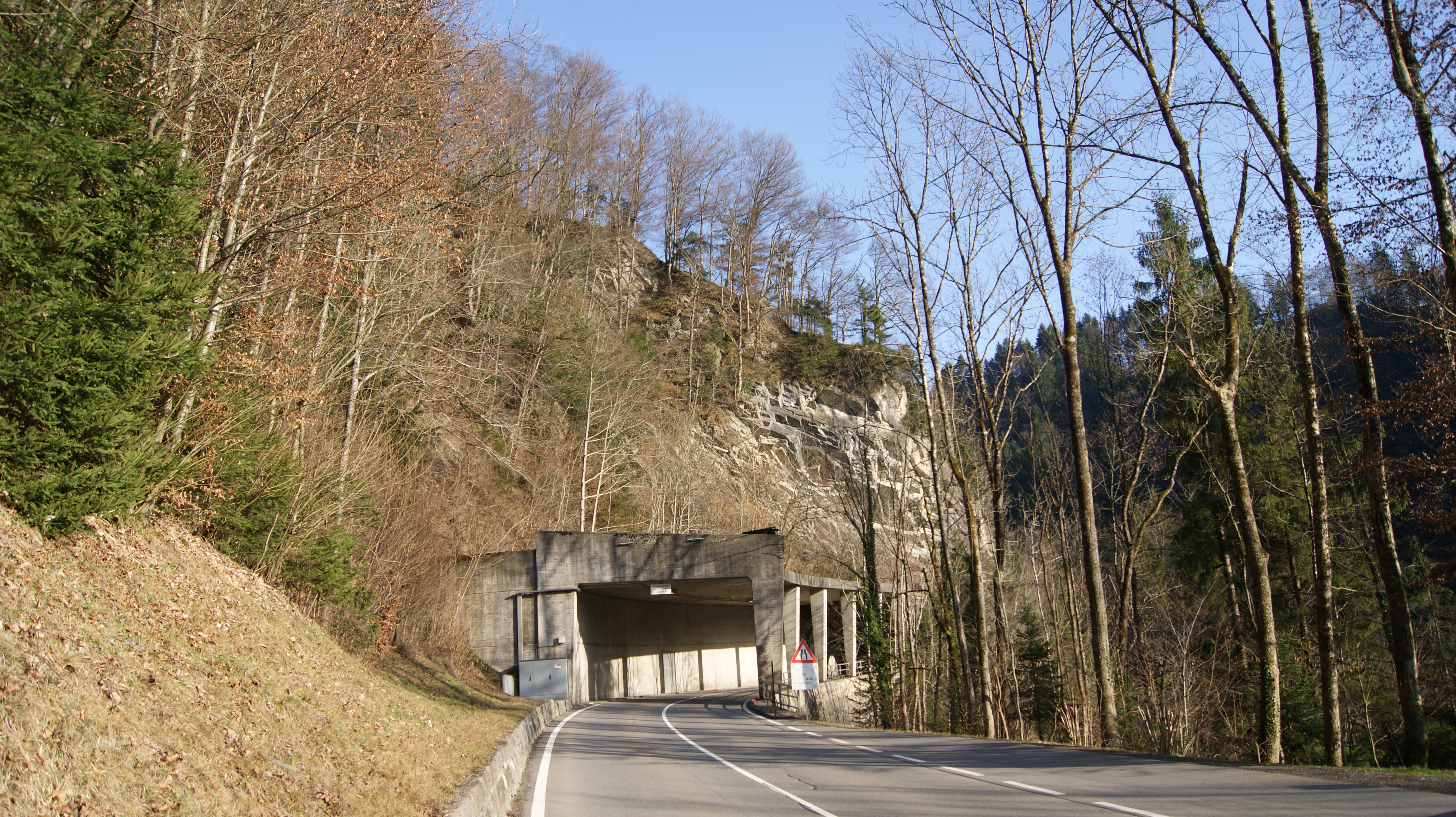
Galerie und dahinter der Tunnel unter dem Kreuzfelsen, Beginn Straßenkilometer 1,25

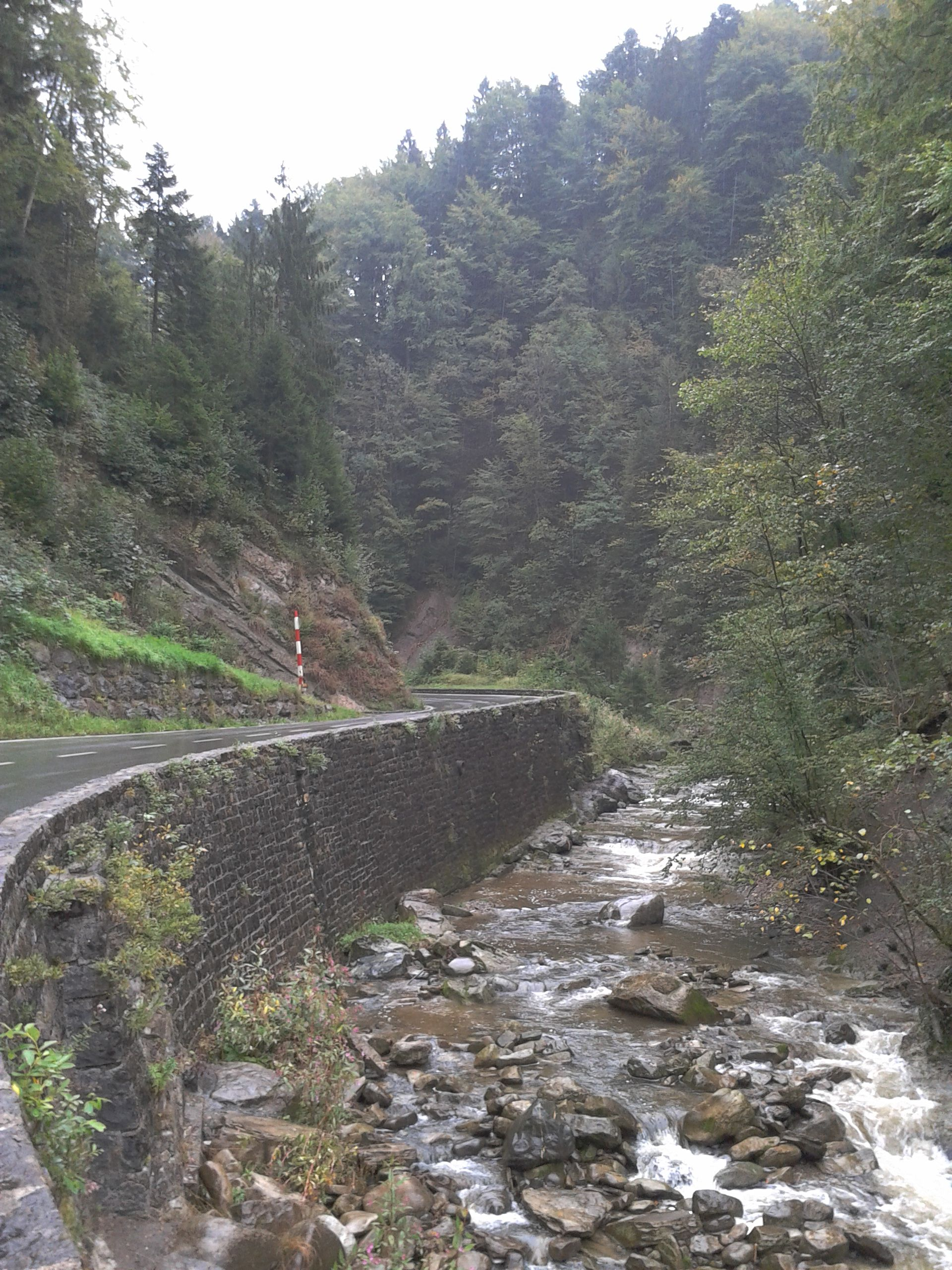
Schwarzach (Fluss) – Schwarzachtobel – Schwarzachtobelstraße

Die Schwarzachtobelstraße ist eine Landesstraße in Österreich, Vorarlberg (L 7, auch: Schwarzach-Tobelstraße) und verbindet die Gemeinde Schwarzach (Hofsteigstraße L 3) über Gebiet der Gemeinde Bildstein mit der Bregenzerwaldstraße (L 200). Sie beginnt als Abzweigung von der Hofsteigstraße (L 3) in Schwarzach (etwa 433 m ü. A., Straßenkilometer 0,00) und endet als benachrangte Einmündung in die Bregenzerwaldstraße (L 200, etwa 594 m ü. A., Straßenkilometer 2,9) im Gemeindegebiet Bildstein. Ursprünglich war die Straße 4,2 km lang und endete kurz nach der Einmündung der Straße nach Farnach vor dem Siedlungsgebiet von Alberschwende (Ortsteil Gschwend, etwa bei Straßenkilometer 6,5 der heutigen L 200).
Der einzige Tunnel (mit vorgebauter Galerie, Straßenkilometer 1,25 bis 1,41) im gesamten Straßenverlauf wird ziemlich genau in der Mitte von der Gemeindegrenze von Schwarzach und Bildstein geschnitten (zwischen etwa 499 m ü. A. und 508 m ü. A.).

## Geschichte
Ursprünglich war die Schwarzachtobelstraße eine sehr wichtige Verbindung zwischen dem Rheintal und dem Bregenzerwald. Insbesondere im Zeitraum von 1872, der Eröffnung der Bahnstrecke Lindau–Bludenz, und 1883 der Eröffnung der Arlbergbahn bis zum Bau der Bregenzerwaldbahn 1902. Die Bedeutung der Schwarzachtobelstraße wurde 2009 weiter stark verringert, seitdem die Bregenzerwaldstraße (L 200) durch den zwischen Dornbirn und Alberschwende errichteten Achraintunnel verläuft und damit eine direkte Verbindung zur Autobahnauffahrt Dornbirn-Nord und damit zur Rheintal/Walgau Autobahn besteht. Diese neue Straßenführung entlastet einerseits die Anrainergemeinden Dornbirn und Schwarzach und bindet andererseits den Bregenzerwald direkter an das Autobahnnetz an.
Die Verbindung in den Bregenzerwald vom Rheintal aus war über Jahrhunderte lediglich mit Saumtieren zu bewältigen. Solche Verbindungen bestanden z. B. über
- Bildstein – Oberbildstein (etwa 971 m ü. A.) – Alberschwende – Lorenapass – Schwarzenberg oder
- Schwarzach – Linzenberg – Farnach – Alberschwende,
- Dornbirn – Ammenegg – Bödele – Schwarzenberg oder
- Dornbirn – Schwende – Bödele – Schwarzenberg.

Zusätzlich zum Saumweg von Wolfurt über Bildstein (damals Steußberg genannt) bestand sodann um 1561 ein erster, recht steiler Karrenweg als Landstraße von Schwarzach über das Farnach (damals auch Fahrnach geschrieben) nach Alberschwende. Um 1772 wurde dieser Karrenweg in der Regierungszeit Joseph II. zur Fahrstraße ausgebaut und musste von den Hofsteig-Gemeinden bis zur Grenze von Alberschwende erhalten werden. Dies führte zu erheblichen Streitigkeiten, weil die Kosten den Hofsteig-Gemeinden im Verhältnis zu hoch erschienen und die Bregenzerwälder Fuhrleute davon den größeren Nutzen hätten. Dementsprechend fand die Erhaltung des Fahrweges durch die Hofsteig-Gemeinden wenig Unterstützung – auch wegen allgemeiner Geldsorgen der Gemeinden – und wurde der mangelhafte Zustand immer wieder von der Obrigkeit bemängelt und Verbesserung eingemahnt. Aufgrund mehrerer Beschwerdeschreiben ist auch überliefert, dass sich einige Fuhrleute aus dem Bregenzerwald gegenüber den Anrainern entlang der Straße recht rücksichtslos verhalten haben.
Um 1820 wurde Kreisingenieur-Adjunkt Burgarz beauftragt, eine Verbesserung der Situation der Farnachstraße zu prüfen, und er kam auf 5.213 Gulden, die erforderlich wären, die Straße zu verbessern, wodurch im Gegenzug jährlich etwa 300 bis 400 Gulden an Erhaltungsmaßnahmen eingespart hätten werden können. Den Plan, eine Straße durch das Schwarzachtobel zu bauen, wurde damals bereits mehrfach besprochen, fand aber noch keine Zustimmung der Obrigkeit.
Aufgrund eines Gesuches vom 29. September 1826 der Gemeinden Schwarzenberg, Andelsbuch und Bezau wurde die Trassierung über das Schwarzachtobel erstmals von den zuständigen Behörden näher ins Auge gefasst. Am 5. Februar 1827 legte Kreisingenieur-Adjunkt Negrelli dem Kreisamt erstmals ein geologisches und bautechnisches Fachgutachten für eine ganz neue Straße durch das Schwarzachtobel und dazu einen Kostenvoranschlag mit der für damalige Verhältnisse sehr hohen Summe von 42.000 Gulden vor. Bereits damals wurde von Negrelli die Geologie im Schwarzachtobel unterschätzt Negrelli war jedoch so von diesem Projekt überzeugt, dass er sich sogar anerbot, die Straße um 40.000 Gulden selbst zu bauen und neun Jahre dafür zu haften sowie eine Kaution vorzuschießen.
Es folgten mehrere Verhandlungen und Lokalaugenscheine. Die Kosten erschienen allen Beteiligten als zu hoch, und es wurde der Bauplan 1828 umgearbeitet und auf die unerläßlichen Bedürfnisse beschränkt. So wurde die Straßenbreite auf zehn Fuß (etwa 3 Meter) verringert und Mauern eingespart, und es ergab ein neuer Kostenvoranschlag sodann Aufwendungen von 26.951 Gulden. Die Kosten wurden schlussendlich auf 27.703 Gulden und 39 Kreuzer festgelegt, von denen die Bregenzerwälder Gemeinden etwas mehr als die Hälfte zu tragen hatten.
Bereits bei den Verhandlungen seit 1828 wurde auf die unter Umständen hohen Instandhaltungskosten hingewiesen, welche die Hofsteig-Gemeinden nicht tragen wollten. Als Lösung wurde die Einhebung einer Konstruktions-Maut vorgeschlagen, die schlussendlich im Mai 1836 mit drei Kreuzern pro Pferd und einem Kreuzer pro Hornvieh festgelegt wurde, bis ein Erhaltungsfonds von 2.000 Gulden geschaffen worden sei (was nie erreicht wurde). Es wurde sodann ein Konkurrenz-Vertrag vom 21. Oktober 1835 zwischen den beteiligten Gemeinden abgeschlossen. Teilweise waren bestimmte Unternehmer von der Mautpflicht zeitweise befreit. Wegen diverser Unstimmigkeiten wegen der Mautbefreiung, der starken Nutzung (z. B. durch überladene Wagen) und anderem, wurde am 20. Mai 1842 zwischen den beteiligten Gemeinden des Hofsteig und des Bregenzerwaldes ein Übereinkommen auf zehn Jahre geschlossen, wie die weitere Erhaltung durchzuführen ist. Als über die Fortführung des Vertrages 1852 keine Einigung zwischen den Gemeinden getroffen werden konnte, wurde die Fortführung des Maut durch die Kreisbehörde mit Bescheid vom 29. April 1857 entschieden, bis am 12. Juli 1858 endlich ein neues Übereinkommen geschlossen werden konnte.
Mit Dekret vom 29. Jänner 1836 wurde das Bauvorhaben vom k.k. Gubernium in Innsbruck unter Auflagen (z. B. breitere Fahrbahn, mehr Stützmauern etc.) genehmigt.
Bei der ersten Versteigerung des Bauloses am 6. Mai 1836 fand sich kein Unternehmer, der für den Ausrufpreis von 26.669 Gulden und 55 Kreuzern den Auftrag zum Bau der Straße übernehmen wollte. Aufgrund der Initiative der Bregenzerwälder Gemeinden fanden sich dann der Baumeister Franz Xaver Feßler aus Dornbirn und Johann Berlinger bereit, die Straße für 35.000 Gulden gemeinsam zu bauen, wobei sich die Bregenzerwälder Gemeinden verpflichteten, die eventuellen Mehrkosten zu übernehmen.
Erst ab August 1836 bis 1838 wurde dann die neue Straße unter der Leitung von Negrellis Nachfolger, Kreisingenieur-Adjunkt Martin Kink, durch das Tobel gebaut. Dabei wurde die Straße nun 14 Fuß breit (etwa 4,2 Meter) gebaut und in der ursprünglichen Trassenführung um den gefährlichen Kreuzfelsen (hohe Steinschlaggefahr) herumgebaut. Der Tunnel wurde erst 1952–1954 durch den Kreuzfelsen gesprengt. Beim Bau wurden etwa 1200 Kubikklafter (etwa 8400 m³) Fels mit 48 Zentnern Schwarzpulver abgesprengt.
Die Straße wurde provisorisch für die Befahrung mit Schlitten im Januar 1838 bis zum Frühjahr freigegeben. Am 29. August 1838 fand eine Kommissionsverhandlung statt und am 6. Oktober 1838 die Abnahme (Kollaudierung) durch den k.k. Baudirektor-Adjunkten Duile. Der ursprünglich vorgesehene Kostenbeitrag der Bregenzerwälder Gemeinden für diesen Straßenbau hatte sich von 14.176 Gulden auf fast 30.000 Gulden verdoppelt.
Parallel zu diesem Straßenbauprojekt sind auch weitere Anbindungen entstanden: Die Fertigstellung der Straße von Lingenau nach Egg (1834) und die Straße von Alberschwende nach Egg (1840), wodurch größere Transporte zwischen dem Bregenzerwald und dem Rheintal ohne mehrmaliges Umladen der Fuhrwerke möglich wurden. Als Zubringerstraße wurde etwa gleichzeitig an Stelle der zu schmal gewordenen alten Straße von der Lauteracher Brücke über St. Antone nach Rickenbach die neue Wälderstraße von Lauterach ins Strohdorf nach Wolfurt gebaut. Durch diesen Bau erhielt Wolfurt wieder einen Anschluss an den überregionalen Verkehr, den es 60 Jahre vorher durch den Bau von Maria Theresias Landstraße durch das Ried verloren hatte.
1872 wurde ein erster Postwagendienst von Schwarzach nach Bezau eingerichtet, den der Unternehmer Franz Natter aus Bezau führte. Mit der Eröffnung der Bregenzerwaldbahn 1902 verlor Schwarzach seine überragende Bedeutung als Verkehrsknotenpunkt und Waren-Umschlagplatz für den Bregenzerwald.
Der Maut (Wegegeld zur Straßenerhaltung) wurde jährlich durch Versteigerung neu an einen Pächter vergeben. Am 29. Dezember 1840 erhielt Michael Hiller den Zuschlag für 608 Gulden. Der Maut wurde, obwohl die Bregenzerwälder Gemeinden mehrfach eine Aufhebung beantragten, bis kurz vor dem Ausbruch des Ersten Weltkriegs eingehoben.
1921 wurde ein Fahrverbot für Autos auf der Schwarzachtobelstraße beschlossen.
Die Schwarzachtobelstraße wurde in der Zeit der nationalsozialistischen Diktatur am 1. April 1940 zur Landstraße 1. Ordnung 10a umbenannt. Die Konkurrenzgemeinschaft der Hofsteiggemeinden und Bregenzerwälder Gemeinden wurde aufgelöst, und die Kosten für die Erhaltung werden seither vom Land getragen. 1952 bis 1957 wurde die Straße weiter ausgebaut und asphaltiert. Dabei wurden nochmals 32.000 m³ Felsen und 38.000 m³ Erde abgetragen und 21.000 m² Beton- und Stützmauerwerk errichtet sowie der Tunnel am Kreuzfelsen herausgesprengt. 1972 wurde im unteren Bereich des Tunnels zum Schutz vor Steinschlag eine Galerie vorgebaut.
Mit Verordnung der Vorarlberger Landesregierung über die Erklärung der L 7 – Schwarzachtobelstraße als Landesstraße vom 17. April 2015 wurde die Schwarzachtobelstraße zu einer Landesstraße (§ 1 der Verordnung).

## Lager- und Stapelplätze, Warenumschlag
Bereits im Mittelalter bestanden in Schwarzach Lager- und Stapelplätze. 1653 erfolgte in der Tobelstraße beim Gasthaus zum Löwen der Bau der sogenannten „Zuschg“. Durch den Bau der Schwarzachtobelstraße wurde der Warenumschlag noch mehr verstärkt. Der damalige Wirt des Gasthauses zum Löwen, Josef Anton Metzler, baute die Zuschg 1837 um und stockte auch für Wohnräume auf. Gelagert und umgeladen wurden Butter, Käse, Schnecken, Rebstecken, Hopfenstangen, Bauholz, Zuchttiere, Obst, Getreide, Salz, Tabak, Stoffe, Spitzen, Wetzsteine, Most, Schnaps, Tiroler Wein und anderes.
Nachdem 1872 die Bahnstrecke Lindau–Bludenz eröffnet wurde, verlagerte sich der Warenumschlag mehr zur neuen Bahnstation Schwarzach, das gegenüberliegende Gasthaus Bregenzerwälderhof (auch: Wälderhof) und Zünds-Magazin (Lagerhaus der Bregenzerwald-Gesellschaft).
Mit der Inbetriebnahme der Bregenzerwaldbahn wurde die Poststation am Bahnhof Schwarzach aufgelassen und der Warenumschlag und Transport über die Schwarzachtobelstraße merklich geringer. Die „Zuschg“ in der Tobelstraße diente weiter als Warenlager für die Raiffeisenbank, bis diese 1966 anlässlich des Neubaus des Raiffeisengebäudes abgerissen wurde.